# Lisaac
 (décembre 2019).
Lisaac est un langage de programmation impératif à prototype compilé à l'origine conçu afin d'écrire le système d'exploitation IsaacOS et pour être adapté au développement de pilotes de périphériques. Il est principalement utilisé dans le cadre pédagogique par son créateur.
Lisaac est inspiré du langage Self pour les concepts d'objets à prototypes, ainsi que du langage Eiffel, pour les aspects d'ingénierie logicielle et notamment pour la programmation par contrat. Des concepts utiles à la programmation système comme la gestion des interruptions ont ensuite été ajoutés. Le compilateur Lisaac génère du C ANSI et est ainsi multi-plateforme.

## Caractéristiques

### Syntaxe et sémantique
La syntaxe est d'abord inspirée de Smalltalk mais aussi d'Eiffel et de Self, la syntaxe des blocs d'instructions est largement inspirée de C. Il reprend aussi quelques éléments syntaxique de Pascal.
Comme son grand frère Self, ce langage est minimaliste avec l’absence de construction pour les conditionnelles, les boucles et les itérations : Le compilateur Lisaac ne sait pas ce qu'est une conditionnelle, on implémente celle-ci avec les trois objets Boolean, True, False (True et False héritant de Boolean), dans lesquels les méthodes conditionnelles (if ; if/else, etc.) sont définies. Les types de base sont des objets, à la manière des classes de type expanded du langage Eiffel.
Exemple de code :
```
Section
 
Header

-
 
name
 
:=
 
HELLO_WORLD
;

Section
 
Public

-
 
main
 
<-
 

(

	
"Hello world\n"
.
print
;

);

```

### Spécificités du langage
- Le langage permet de définir des sections SELF, qui comme dans beaucoup d'autres langages permettent de limiter la portée du code (équivalent des blocs imbriqués), ainsi que des sections à types (par exemple Section NUMERIC) pour limiter l'usage de ces sections par les types définis;
- On peut redéfinir les opérateurs dans n'importe quel objet (comme en Ruby par exemple) vu qu'ils sont des méthodes comme les autres;
- Lisaac implémente la programmation par contrat introduite par Eiffel dont il reprend la syntaxe, il est donc possible de définir des préconditions, postconditions et invariants au sein des méthodes.